# Kronstetten
Kronstetten ist ein Ortsteil von Schwandorf im  Landkreis Schwandorf im Regierungsbezirk Oberpfalz in Bayern. 

## Geografie
Kronstetten liegt östlich von Schwandorf direkt an der Autobahn A 93.

## Gemeinde
Die ehemalige selbständige Gemeinde, die durch Vertrag am 1. Juli 1972 der Stadt Schwandorf beitrat, bestand aus den Ortsteilen Bössellohe, Charlottenhof, Freihöls, Holzhaus, Kronstetten, Lindenlohe und Prissath.
Das Jagdschloss Charlottenhof gehörte einst zur Gemeinde Kronstetten.

## Kirche
Die katholische Filialkirche St. Johannes Baptist und Evangelist in Kronstetten gehört zur Pfarrei St. Stefan in Wackersdorf. Während alle übrigen ehemaligen Ortsteile zur Pfarrei St. Andreas in Schwandorf-Fronberg gehören.

## Schulsprengel
Da die Gemeinde keine eigene Schule besaß hatte die Pfarrgrenze mitten durch die Gemeinde Auswirkungen auf die Zugehörigkeit zum Schulsprengel. Die Kinder in den Ortsteilen besuchten die Schule in Fronberg, die Kinder vom Hauptort die Schule in Wackersdorf. Seit der Eingemeindung gehören alle Kinder zum Schulsprengel der Stadt Schwandorf.